# Hermann Marsian
Hermann Wilhelm Marsian (* 5. März 1902 in Hamburg; † 27. Februar 1970 in Neumünster) war ein deutscher Fabrikant.

## Ausbildung und erste Berufserfahrungen
Hermann Marsian war ein Sohn des Polizeioberinspektors Johann Fr. K. Marsian (* 1860 in Glückstadt; † 1924 in Hamburg) und dessen Ehefrau Anna F., geborene Blanke (* 1860 in Tangermünde; † 1952 in Hamburg). Vorfahren der Familie waren Hugenotten, die über Danzig Anfang des 18. Jahrhunderts nach Glückstadt gezogen waren.
Marsian, der sechs ältere Geschwister hatte, absolvierte 1919 das Notabitur und schloss sich danach dem Freikorps von Bülow an. An Stelle einer Beamtenkarriere, die neben dem Vater drei seiner Brüder durchliefen, suchte er sich gegen den Willen des Vaters eine Lehrstelle bei einem Tuchkaufmann. Nach der Lehre erfüllte er sich 1922 den Wunsch, nach Übersee zu reisen und bestieg 1922 ein Schiff nach Java. Die hierzu notwendigen Mittel hatte er durch Spekulationen an der Börse verdient. 1928 heiratete er auf der Insel Hedwig Bartram (* 28. Januar 1900 in Neumünster). Das Ehepaar bekam zwei Töchter.
Nach einer erfolgreichen Zeit als Kaufmann zog Marsian 1933 nach Berlin, wo er als Textilkaufmann arbeitete. In den Jahren des Zweiten Weltkriegs diente er als Presseoffizier in Brüssel. Nach dem Tod seiner ersten Ehefrau am 26. März 1941 heiratete er am 27. Oktober 1945 in Neumünster die dort am 21. Februar 1922 geborene Dörte Wachholtz. Aus dieser Ehe gingen drei Töchter und ein Sohn hervor.

## Aufbau eines eigenen Unternehmens
1947 eröffnete Marsian ein Unternehmen und produzierte zunächst Bekleidung für Herren. Kurze Zeit später änderte er das Sortiment auf Damenmäntel- und Kostüme, die er unter dem Markennamen „MARIS“ vertrieb. Die Produkte erlangten aufgrund der hohen Qualität, die entscheidend für den Erfolg der Hermann Marsian Bekleidungsindustrie GmbH wurde, schnell Bekanntheit.
1951 verlegte Marsian den Unternehmenssitz in neu erbaute, zeitgemäße Räumlichkeiten. 1961 eröffnete er ein Zweigwerk in Eckernförde und 1964 das Tochterunternehmen Maressa Maschen-Industrie. 1965 kam ein neues Hauptwerk von MARIS in Neumünster hinzu, dass seinerzeit als eines der größten und modernsten deutschen Unternehmen zur Produktion von Damenoberbekleidung galt. 1970 beschäftigte der Konzern mehr als 2000 Mitarbeiter.

## Soziales Engagement
Marsian galt als wichtiger und geschickter Unternehmer, der sich für die sozialen Bedürfnisse seiner Angestellten interessierte. Er bot sehr gute Arbeitsbedingungen, richtete einen Werkskindergarten, eine Unterstützungskasse und Werksfürsorge ein und bot eine betriebliche Altersversorgung. Von 1956 bis 1968 engagierte er sich ehrenamtlich als Handelsrichter am Landgericht Kiel, wofür er eine Ehrenmedaille erhielt. Von 1959 bis 1963 gehörte er dem Rat der Stadt Neumünster an. Von 1954 bis 1961 war er Beisitzer am Schleswiger Landesverwaltungsgericht.
Marsian gehörte der Deutsch-Indonesischen Gesellschaft, dem Ostasiatischen Verein, dem Präsidium des Bundesverbands der Deutschen Bekleidungsindustrie und dem Vorstand der Schleswig-Holsteinischen Universitäts-Gesellschaft an.
1968 bekam Marsian das Große Verdienstkreuz des Bundesverdienstordens verliehen.

## Entwicklung der Marsian-Unternehmensgruppe
Nach dem Tod des Firmengründers Anfang 1970 existierten die Marsian-Werke bis 1976. Die Schließung erfolgte aufgrund ausländischer Wettbewerber, die billiger produzieren konnten, aber wohl auch aufgrund der Kollektion, die als klassisch-konservativ und unmodern galt.